# Équipe de Tanzanie féminine de handball
Dernière mise à jour : 13 mars 2021.
L'équipe de Tanzanie féminine de handball est la sélection nationale représentant la Tanzanie dans les compétitions internationales de handball féminin.

## Parcours
Championnat d'Afrique des nations
- 2004 – 8e